# У всех всё в порядке
«У них всё хорошо» (итал. Stanno Tutti Bene) — художественный фильм режиссёра Джузеппе Торнаторе, вышедший на экраны в 1990 году. В 2009 году вышел американский ремейк с Робертом де Ниро в главной роли.

## Сюжет
70-летний отец отправляется навестить своих пятерых детей, чтобы убедиться, что у них все хорошо. Они не хотят его разочаровывать…

## В ролях
- Марчелло Мастроянни — Маттео Скуро
- Валерия Кавалли — Тоска
- Норма Мартелли — Норма
- Доменико Дженарро — муж Нормы
- Марио Ченна — Канио
- Роберто Нобиле — Гульельмо
- Мишель Морган — женщина в поезде
- Фабио Иеллини — Антонелло
- Антонелла Аттили — мать Маттео
- Сальваторе Касио — Альваро (в детстве)
- Жак Перрен — Альваро (в зрелости, появляется только на фото)
- Лео Джалотта — стрелок с крыши отеля «Неаполь»
- Никола Ди Пинто — швейцар отеля «Неаполь»
- Виктор Кавалло — уборщик у фонтана Треви
- Чезаре Барбетти — директор представления, в котором участвует Гульельмо
- Альберто Сирони — бывший партнер Тоска
- Эннио Морриконе — дирижёр

## Награды и номинации
- 1990 год — приз экуменического жюри Каннского кинофестиваля (Джузеппе Торнаторе)
- 1991 год — премия «Давид ди Донателло» за лучшую музыку (Эннио Морриконе)
- 1991 год — приз «Серебряная лента» Итальянского национального синдиката киножурналистов за лучший оригинальный сюжет (Джузеппе Торнаторе)